# Neurotransmițător

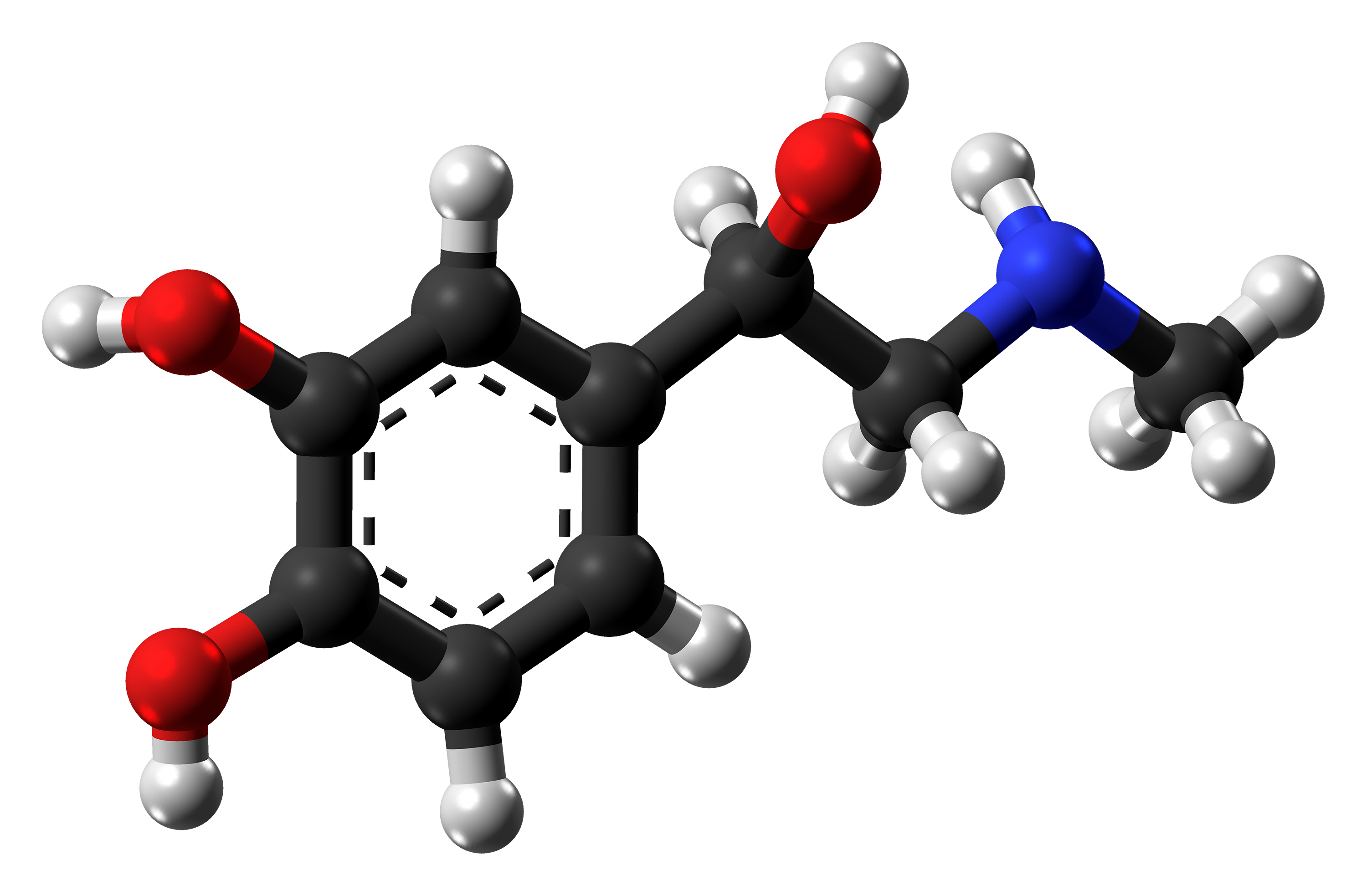
Epinefrină, cunoscută și sub numele de adrenalină, un neurotransmițător excitator.

Neurotransmițătorii, sau mediatorii chimici, sunt subsțante chimice care se găsesc în sistemul nervos (de exemplu creier), prin intermediul cărora se face transmiterea, modularea și amplificarea impulsurilor nervoase în sinapse (zona de contact dintre doi neuroni). Existența neurotransmițătorilor a fost confirmată prin cercetarile lui Otto Loewi, iar mai târziu Paton a introdus condițiile necesare ca o substanță sa fie considerată neurotransmițător:
- să existe în formă finală sau ca precursor în spațiul presinaptic
- enzimele de sinteză să fie în același spațiu
- să existe enzime de inactivare în spațiul sinaptic
- stimularea terminațiilor presinaptice să provoace eliberarea subsțantei respective în fanta sinaptică
- să exercite un efect asupra membranei postsinaptice

## Tipuri

Oxytocină, un neuropeptid.

Neurotranmițătorii se categorizează în patru grupe:
- aminoacizii: de exemplu GABA, glutamat
- peptide: de exemplu somatostatină, vasopresină
- aminele biogene: de exemplu norepinefrină, dopamină, serotonină
- acetilcolina

Principalii transmițători din creier sunt glutamatul (excitator) și GABA (inhibitor).
În afară de neurotransmițătorii propriu-ziși, neuronii mai secretă și alte substanțe folosite pentru transmiterea impulsului nervos:
- Cotransmițătorii se eliberează concomitent cu neurotransmițătorii. Ei sunt implicați în modularea răspunsului postsinaptic și în reglarea cantității de neurotransmițător care se eliberează.

- Neuromodulatorii nu acționează direct în producerea răspunsului postsinaptic, în schimb produc modificări de durată ale sensibilității membranei postsinaptice.

## Acțiune

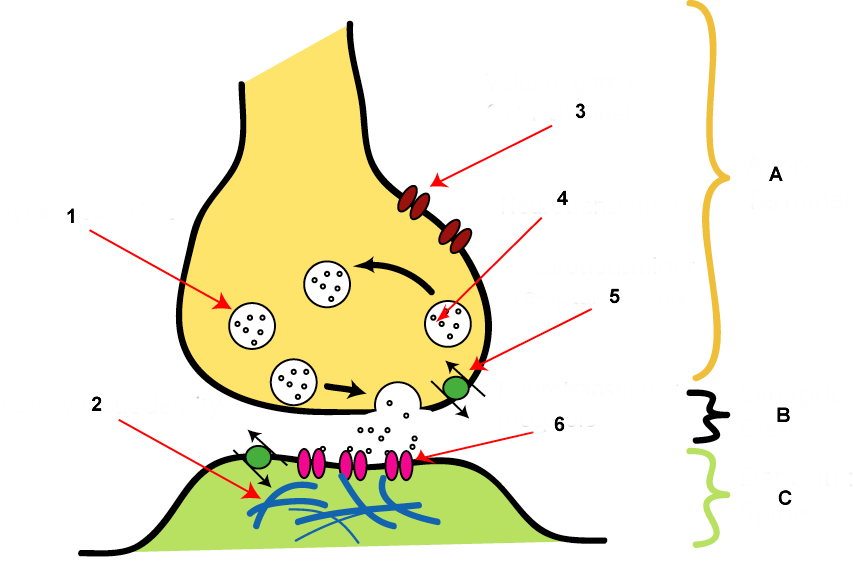
Sinapsă:
A: terminal presinaptic B: fantă sinaptică C: terminal postsinaptic.
1. veziculă cu neurotransmițător 2. proteină G 3. canale de Ca++ 4. moleculă de neurotransmițător 5. canal de reabsorbție a mediatorilor deja eliberați(neutralizare) 6. receptori.

Neurotransmițătorii se găsesc în vezicule care conțin mai multe molecule de mediator. Când potențialul de acțiune ajunge la sinapsă, se deschid canalele de Ca++. Ca++ pătruns în terminalul presinaptic, stimulează transportul veziculelor spre membrana sinaptică, unde acestea fuzionează cu membrana, și moleculele sunt eliberate în fanta sinaptică. Acest proces se numește exocitoză. Apoi, mediatorul se cuplează cu receptorul specific, ceea ce determină schimbări în terminalul postsinaptic: deschiderea/închiderea unor canale ionice sau transducția semnalului la mesagerii de ordin 2 sau proteine G. Majoritatea neurotransmițătorilor sunt îndepărtați din fanta sinaptică de enzime pentru a nu se provoca o acțiune neintenționată.

### Efect postsinaptic
Efectul neurotransmițătorului este dat de receptorul pe care acționează. De exemplu, GABA poate acționa pe doua tipuri de receptori inhibtori: GABA-A(rapid) și GABA-B(lent). Neurotransmițătorii pot provoca potențiale postsinaptice inhibitorii sau excitatorii, adică pot provoca trasmiterea unui impuls nervos, respectiv netransmiterea unui impuls nervos. În sistemul nervos central, este de obicei nevoie de o sumare spațială sau temporală a potențialelor locale pentru a se provoca un potențial de acțiune.

### Acțiuni specifice

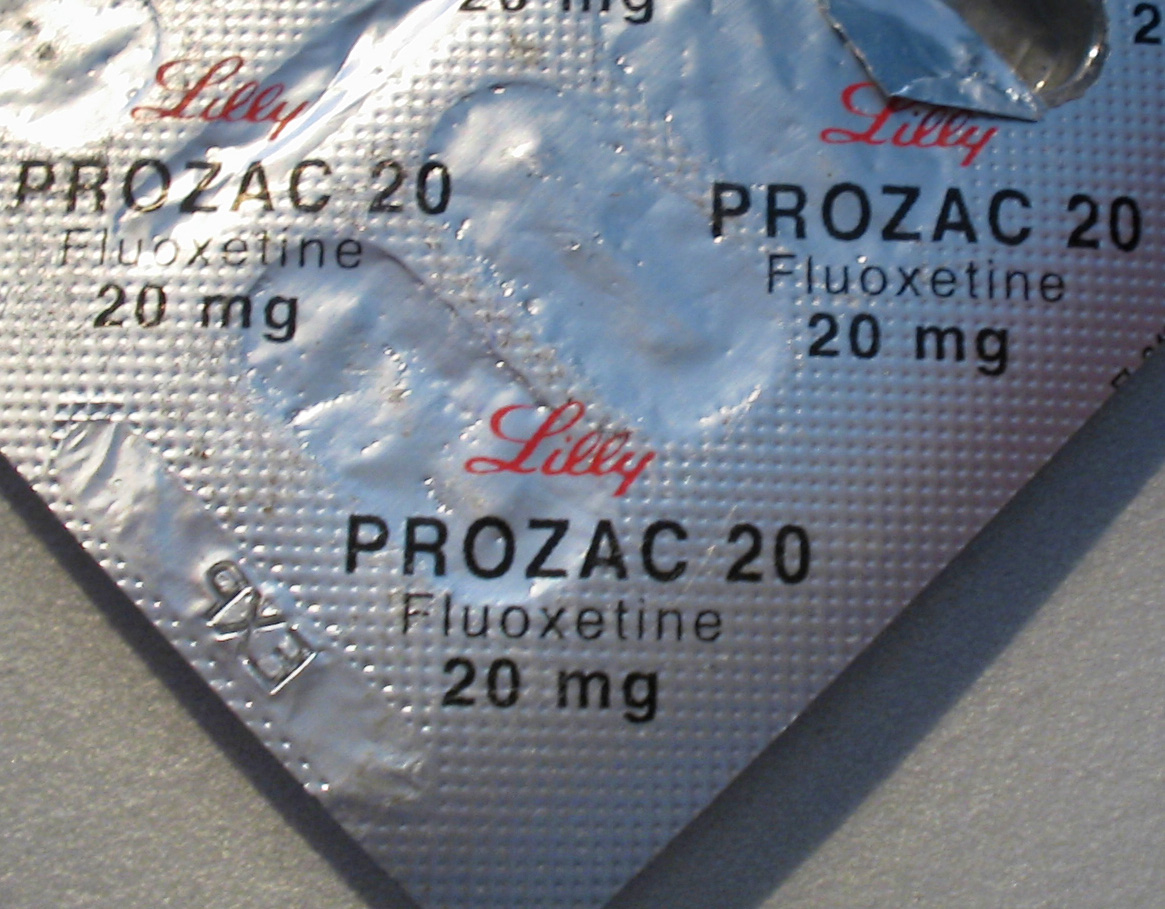
Prozac, un medicament folosit în psihiatrie contra depresiei.

În timp ce unii mediatori sunt utilizați în tot sistemul nervos central (glutamat, GABA), alții acționează în zone specifice ale creierului, sau doar în sistemul nervos periferic.
De exmeplu, serotonina este utilizată în trunchiul cerebral în nucleul rafeului. Dopamina este utilizată în două contexte: sistemul responsabil de recompensă și cel responsabil de controlul mișcării.
Multe droguri conțin substante care seamănă cu astfel de neurotransmițători specifici (de exemplu LSD). Alte droguri blochează îndepărtarea neurtransmițătorilor din fanta sinaptică, ca de exemplu cocaina care blochează neutralizarea dopaminei. Și unele medicamente folosite în psihiatrie funcționează pe același principiu. De exemplu, Prozac inhibă neutralizarea serotoninei, crescându-i astfel puterea de acțiune.

## Clasificare
ACh

### Aminele biogene
Catecolaminele: Noradrenalină(Norepinefrină) , Adrenalină(Epinefrină), Dopamină
Serotonină (5-hidroxitritamină), Melatonină
Histamină

### Aminoacizii
Excitatori: Glutamat, Gentamat, Aspartat
Inhibitori: GABA(acid gamaaminobutiric), Glicină

### Neuropeptidele
Opioizii endogeni: Endorfină, Enkefalină, Dinorfină, Corticotropină(hormonul adrenocorticotrop - ACTH), Leumorfină
Substanța P, Neuropeptidul Y, Colecistokinină(CCK), Somatostatină
Angiotensină, Peptidul Vasoactiv Intestinal(VIP)
Gastrină

### Purinele
Adenozină și ATP(adenozintrifosfat), ADP(adenozindifosfat), AMP(adenozinmonofosfat) 

### Alte molecule cu funcție neuromodulatorie
Gaze: monoxid de azot(NO), monoxid de carbon (CO)
Steroizi: aldosteron, cortizon, progesteron, estrogen, testosteron
Prostaglandine
Interferoni
Interleukine
Anandamină